# Điều thiêng liêng nhất
Điều thiêng liêng nhất hay Thánh của các vị Thánh (tiếng Nga: Святая святых) là một vở kịch của nhà viết kịch Ion Drutse.

## Nội dung
Vở kịch xoay quanh số phận người chiến sĩ cận vệ Kelin Ababy. Cuộc Chiến tranh Vệ quốc kết thúc, anh trở về quê hương trên vùng núi Karpat và cùng mọi người bắt tay vào công cuộc xây dựng lại đất nước.
Vượt qua bao khó khăn, thiếu thốn, những người lính cận vệ như Kelin đã chiến đấu với cái nghèo, cái khó như ở mặt trận. Cuộc sống đang hồi sinh, vậy mà bỗng xuất hiện những kẻ cơ hội, kiếm sống trên mồ hôi của những người lao động. Không thể nhắm mắt trông coi những con người chẳng biết liêm sỉ là gì đó, Kelin đã vùng lên.
Vậy là, cuộc chiến đấu không khoan nhượng giữa người lính cận vệ Kelin với những tham nhũng tiêu cực ở nông trang đã trở nên nóng bỏng, nhưng không cân sức. Cuối cùng, tình yêu lao động, căm ghét những hành vi vô đạo của những kẻ phá hoại đã khiến người lính cận vệ Kelin phải nổ súng vào kẻ thù ngay giữa thời bình...

### Nhân vật
- Kelin Ababy
- Mikhai Gruya
- Maria
- Sandu
- Cô thư ký

## Đánh giá
Giá trị nhân văn mà vở kịch muốn chuyển tải là tình yêu Tổ quốc, tình yêu chủ nghĩa Xã hội, tình bạn thuở ấu thơ của Kelin Ababy với Gruya và Maria. Điều đó là nguồn động viên tiếp thêm cho anh sức mạnh trong cuộc đấu tranh chống lại sự bất công, lãng phí và thói làm việc quan liêu của một vài cán bộ thoái hóa ở địa phương.
Thời gian trôi nhanh, đời người ngắn lại, đó là quy luật muôn đời của tạo hóa. Nhưng bản lĩnh chiến đấu của chiến sĩ cận vệ Kelin cho một xã hội công bằng, đất nước phồn thịnh vẫn luôn là tấm gương, được các thế hệ nối tiếp noi theo trong công cuộc xây dựng nhà nước Liên Xô Xã hội chủ nghĩa.